# Rollo May

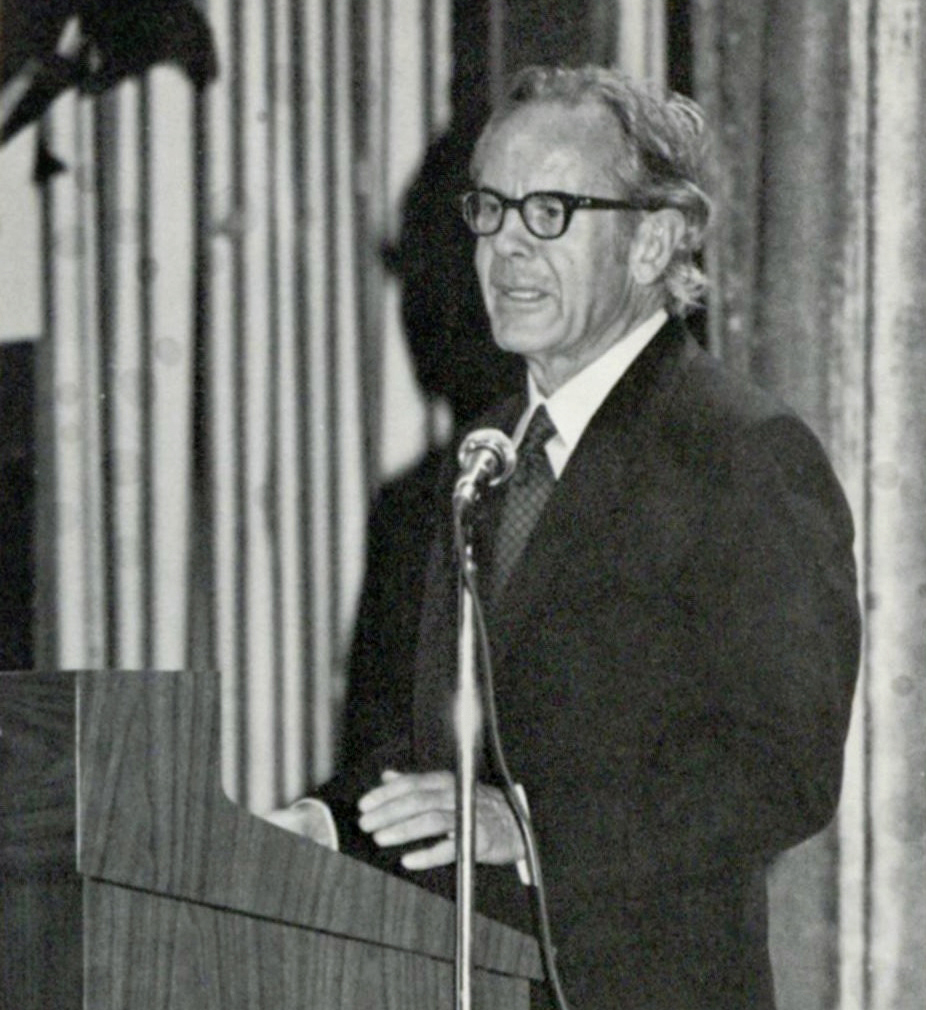
Rollo May (1977)

Rollo May (ur. 21 kwietnia 1909 w Ada, zm. 22 października 1994 w Tiburon) – amerykański psycholog, psychoterapeuta, jeden z pierwszych przedstawiciel psychologii egzystencjalnej. W swojej terapii zwracał się ku promowaniu takich wartości jak miłość, twórczość oraz wolna wola, aby przezwyciężać poczucie pustki i anomii. Zagadnienia filozofii egzystencjalnej włączył w nurt humanistyczny w psychologii. Został uhonorowany Złotym Medalem Amerykańskiego Towarzystwa Psychologicznego.

## Prace Rollo Maya
- Miłość i wola
- Psychologia i dylemat ludzki
- O istocie człowieka
- Odwaga tworzenia
- Błaganie o mit